# 鄭橋 (卿郡公)
鄭橋（越南语：／，?—?），越南黎中興朝第7代郑主鄭棡的儿子，封为卿郡公。
黎显宗景兴四十三年（1782年）九月十三日，鄭棡的孙子第10代郑主鄭森病重，彌留时，召卿郡公鄭橋、院郡公阮俒、珠郡公阮廷珠、暉郡公黃素履、泗川侯潘仲藩、棪郡公阮棪、垂忠侯謝名垂等七人，入受顧命。黃素履請王親鄭橋代筆，写下姓名於顧命書，鄭森首肯而卒。時年四十一岁。世子鄭檊襲位。不久，鄭棕夺得郑主之位。景兴四十四年（1783年），端南王鄭棕降宣妃鄧氏爲庶人，因为潘仲藩養起草顧命書，鄭橋擅代王之筆，汝公瑱擅草宣妃鄧氏册命，謝名垂擅編傳册命，阮棪作为鄭檊阿保，鄭橋、潘仲藩、阮棪、謝名垂、汝公瑱一起罷職驅回。